# Grand-Halleux
Grand-Halleux (Waals: Les Haloes) is een deelgemeente van Vielsalm, provincie Luxemburg. Tot 1 januari 1977 was het een zelfstandige gemeente.
Guillaume Lambert werd hier geboren.

## Demografische ontwikkeling
- Bronnen:NIS, Opm:1831 tot en met 1970=volkstellingen

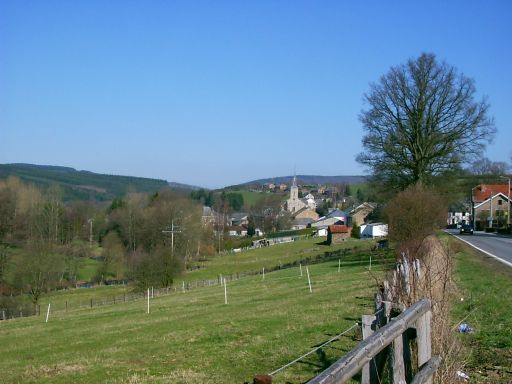
Landschapsfoto in Grand-Halleux

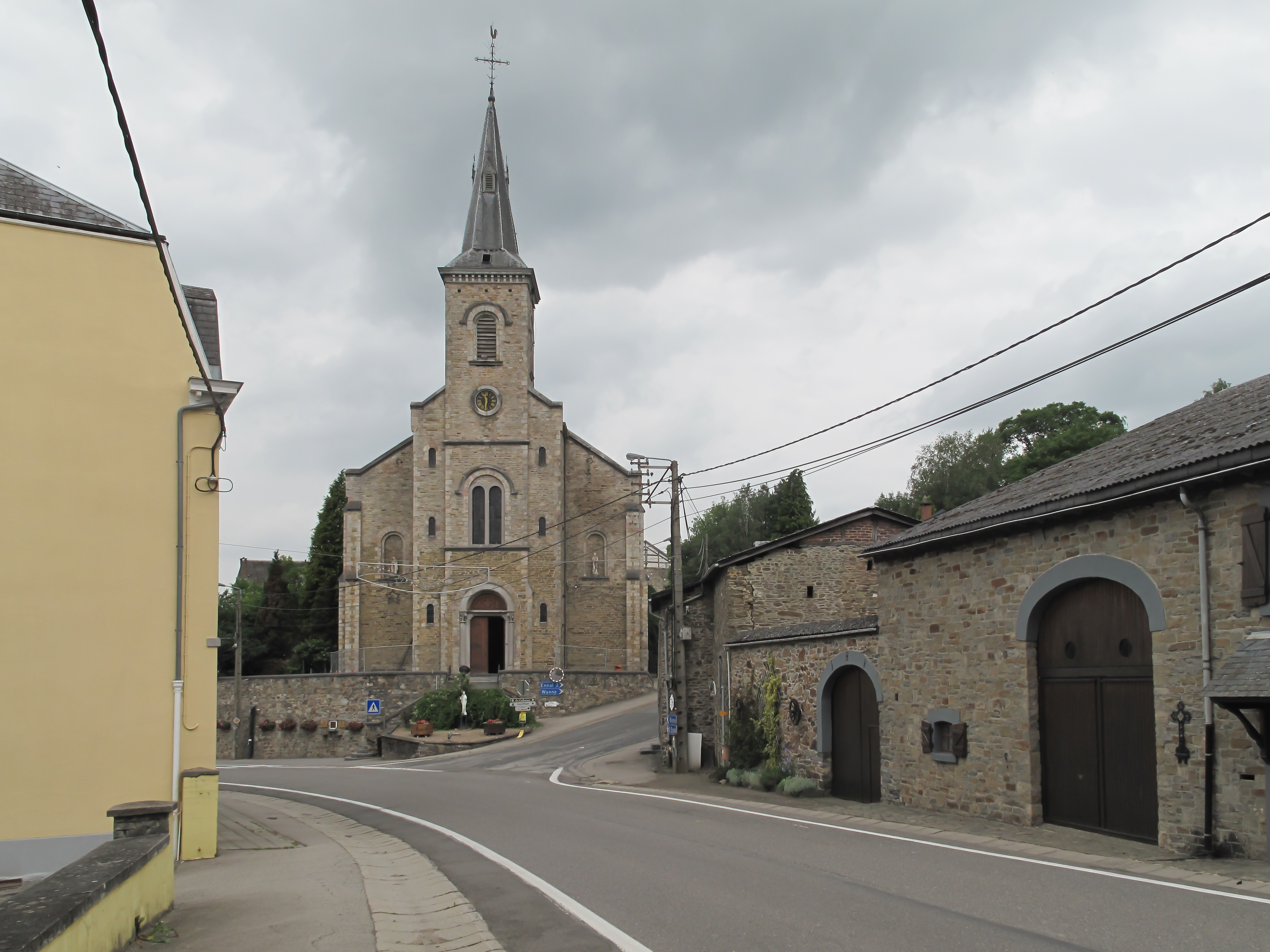
Grand Halleux, kerk: église Saint Laurent

Deelgemeenten: Bihain · Grand-Halleux · Petit-Thier · Vielsalm

Overige dorpen: Bêche · Burtonville · Cahay · Commanster · La Comté · Dairomont · Ennal · Farnières · Fraiture · Goronne· Hébronval · Joubiéval · Neuville · Ottré · Petit-Halleux · Petit-Tailles · Provedroux · Regné · Rencheux · Salmchâteau · Ville-du-Bois 

Belgische gemeenten · Arrondissement Bastenaken · Luxemburg · Wallonië